# Carphurus elegans
Espèce
Carphurus elegans est une espèce d'insectes coléoptères de la famille des Melyridae, de la sous-famille des Malachiinae et de la tribu des Carphurini. Elle est trouvée dans le Queensland, en Australie.